# Pénitencier d'État de Louisiane
Pour les articles homonymes, voir Angola (homonymie).
Louisiana State Penitentiary
Le pénitencier d'État de Louisiane (en anglais : Louisiana State Penitentiary ou LSP), également appelé localement Angola, est une prison américaine située dans la paroisse de Feliciana Ouest et dans l’État de Louisiane. L'établissement est géré par le Département de la sécurité publique et des services correctionnels de Louisiane.

## Caractéristiques

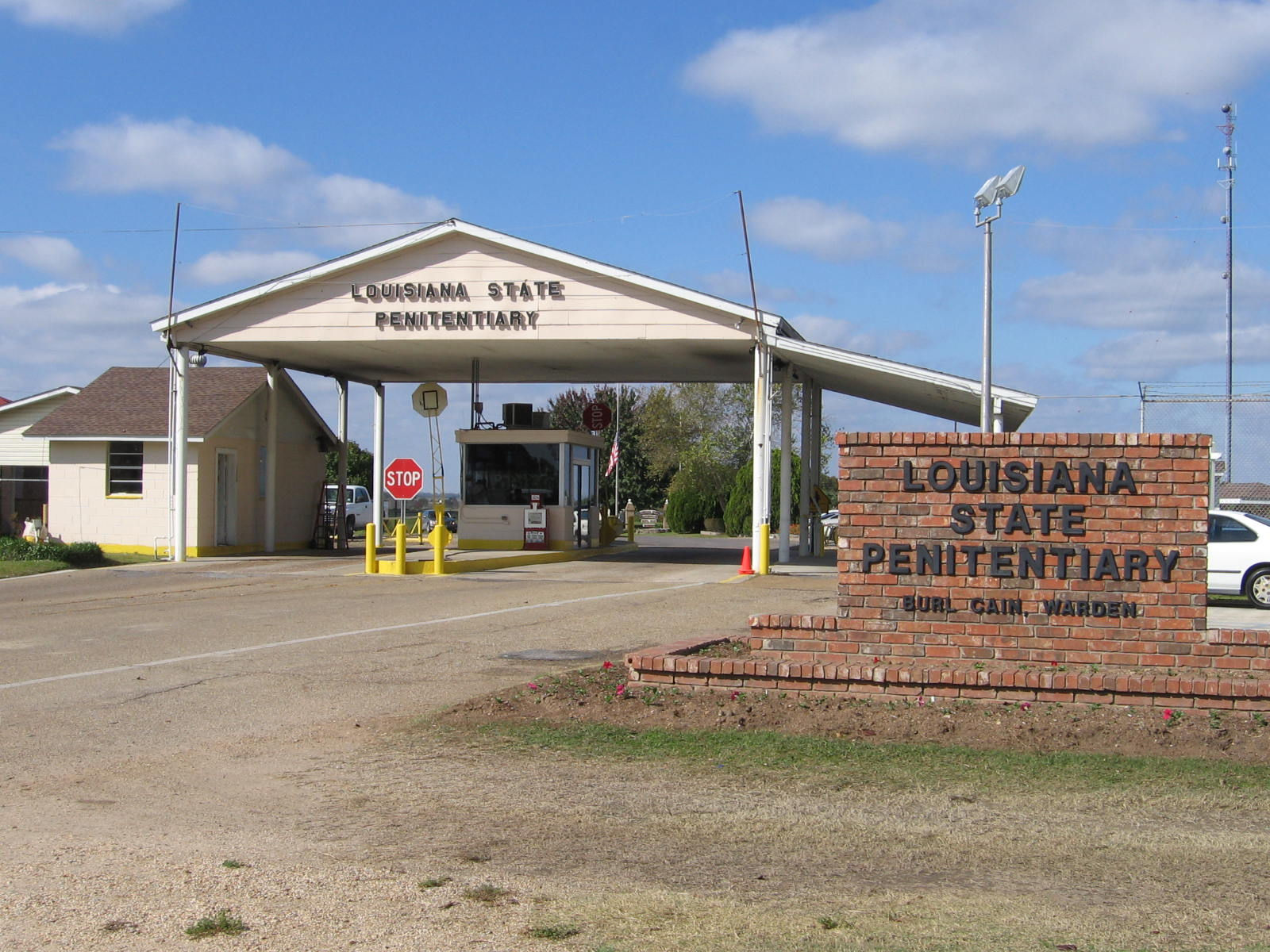
Entrée principale de la prison - La plaque dit « Louisiana State Penitentiary » et « Warden » (directeur Burl Cain)

Située sur la rive gauche du fleuve Mississippi, le pénitencier s'étend une superficie de 73 km2 dont la limite nord se confond avec la frontière avec le Mississippi longeant le 33e parallèle nord.
Il comprend une prison principale et un certain nombre de camps annexes dans lesquels sont incarcérés quelque 5 000 détenus dont 75 % noirs (gardés par pas moins de 1 800 gardiens), c’est la plus grande prison de haute sécurité des États-Unis. Elle est aussi surnommée de « l'Alcatraz du Sud ». 
Le pénitencier est la seule prison habilitée à appliquer la peine de mort en Louisiane, le couloir de la mort pour les hommes et la chambre d'exécution s'y trouvent,. Le couloir de la mort pour les femmes est situé dans les locaux de l'Institut correctionnel pour femmes de Louisiane (LCIW) à Saint-Gabriel. 
Le pénitencier possède un musée, le « Angola Museum ». 

Les prisonniers pratiquent le rodéo à Angola et vendent également leurs créations aux visiteurs (sacs ou ceintures de cuir, meubles, bijoux, peintures) ce qui leur permet de gagner un peu d'argent (cependant, les détenus n'ont pas le droit de garder l'argent sur eux et doivent le placer sur un compte bancaire de la prison, après avoir payé des taxes sur leurs gains),. Les droits d’entrée du spectacle qui se déroule dans l’enceinte même de la prison permettent aux détenus de financer des programmes d’insertion (Angola Prison Rodeo (en)).

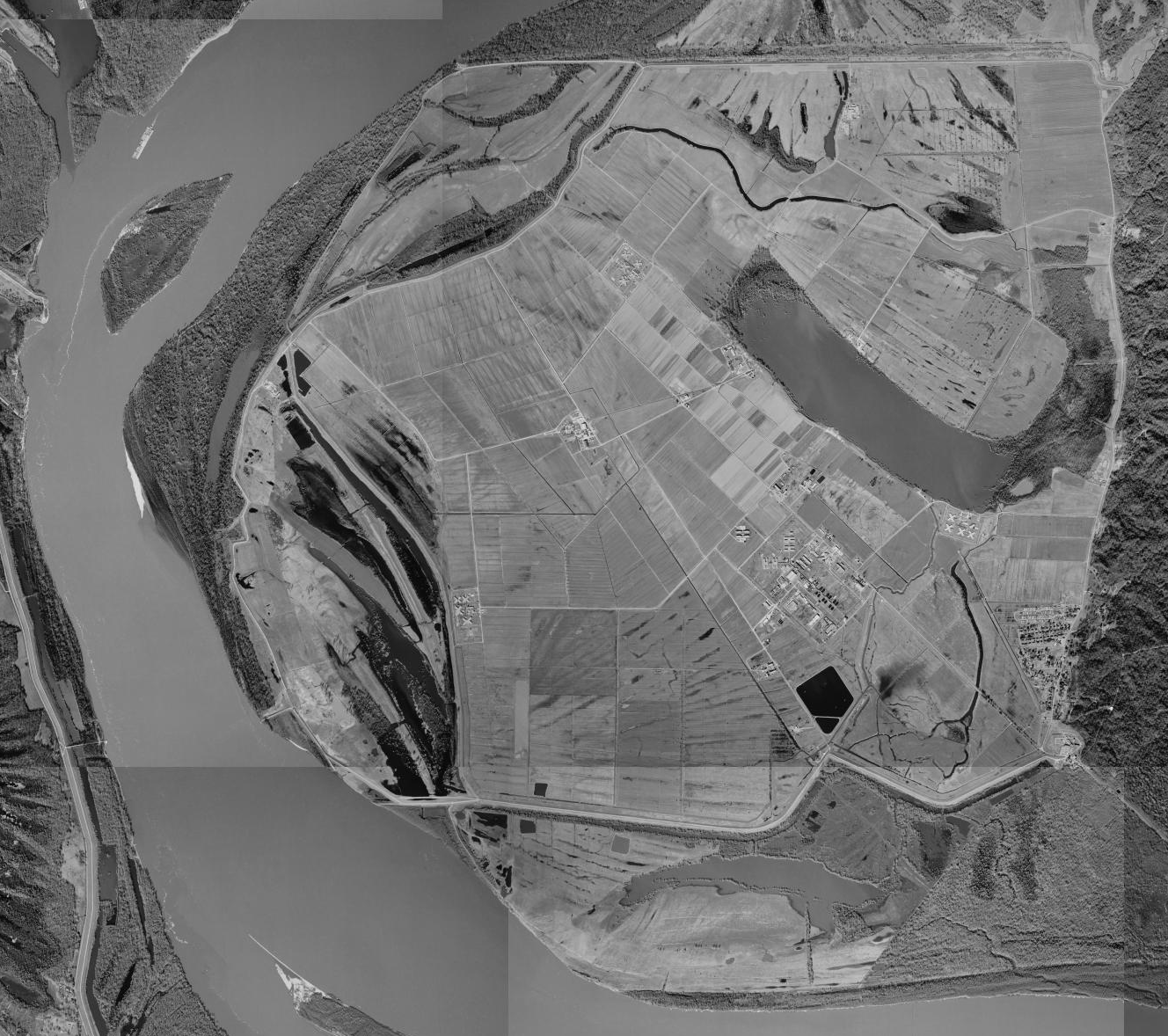
Photographie aérienne du Louisiana State Penitentiary, 10 janvier 1998, Institut d'études géologiques des États-Unis.

## Conditions de vie

### Éducation
En 1995, un campus du Séminaire théologique baptiste de la Nouvelle-Orléans a été implanté sur le pénitencier à la suite d’une invitation du directeur de prison, Burl Cain. L’école a permis de diminuer de façon importante le taux de violence dans la prison.

## Histoire
Le site était autrefois occupé par une ancienne plantation (d'où le nom de « The Farm »), dont la plupart des esclaves y travaillant était originaires de l'Angola en Afrique australe. À la fin du XIXe et début XXe siècles, l'État de Louisiane achète un certain nombre de ces plantations pour les reconvertir en pénitenciers. Ceux-ci opérèrent alors toujours le même type de culture, essentiellement du coton et de la canne à sucre. Les prisonniers y effectuaient un travail épuisant de l'aube au crépuscule.
C'est dans ce cadre qu'en 1901, le Louisiana State Penitentiary est ouvert. Jusqu'en 1961, les femmes y étaient également détenues jusqu'à leur transfert dans un nouveau pénitencier spécifiquement prévu construit pour elle : l'Institut correctionnel pour femmes de Louisiane (LCIW).
En 2001, les créateurs d'À l'ombre de la haine ont filmé les scènes de la prison dans le Louisiana State Penitentiary.
Le tueur en série Derrick Todd Lee y a été incarcéré et y a été exécuté en janvier 2016. Le tueur en série Ronald Dominique y est incarcéré à vie depuis 2008 pour vingt-trois meurtres.

## La prison dans l'art et la culture
Le film documentaire Time, sorti en 2020, retrace le combat de Sibil Fox Richardson pour faire sortir son mari de prison alors qu'il a été condamné à 60 ans de réclusion dans l'établissement,.

## Galerie

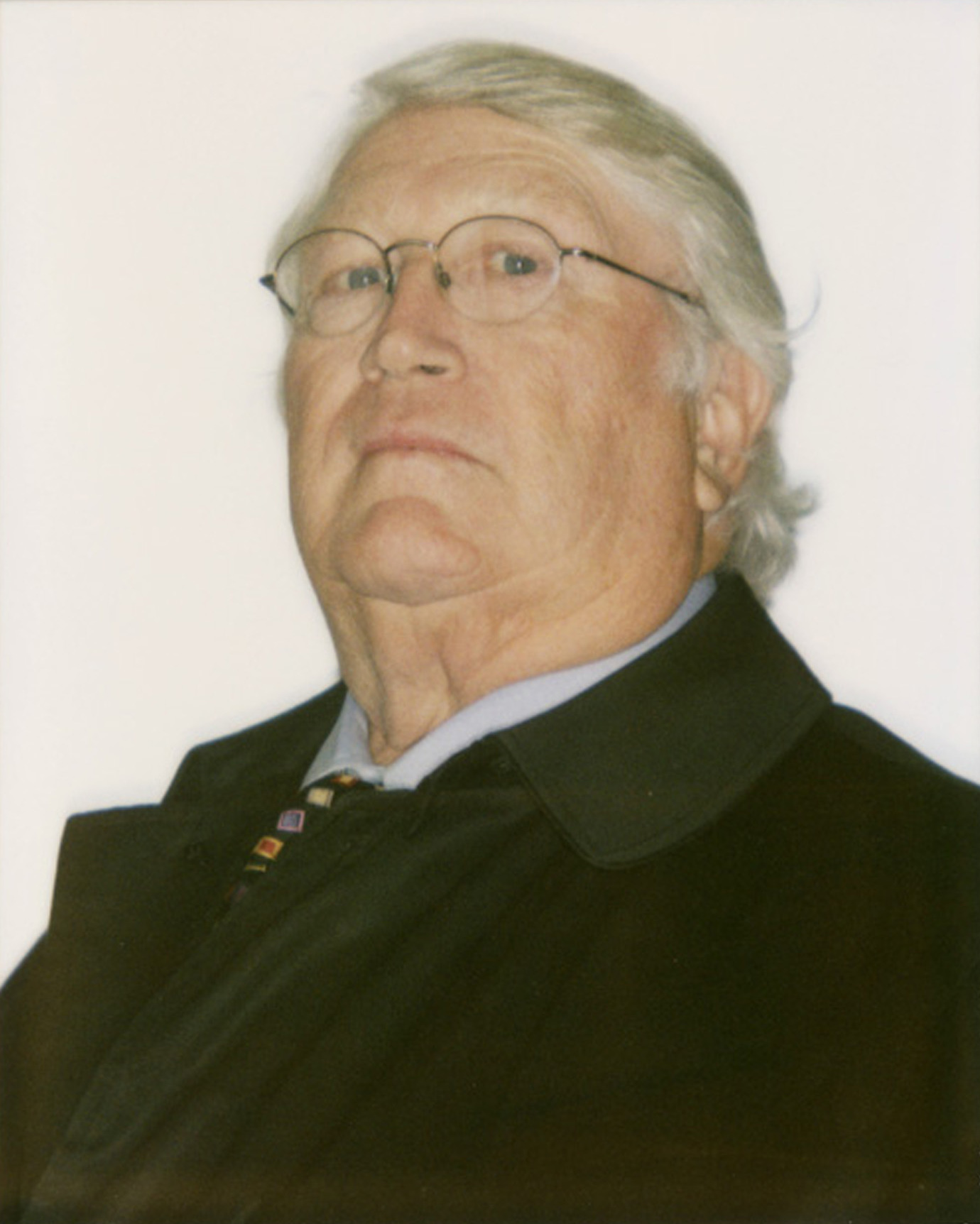
Burl Cain (en), l'ex-directeur du LSP
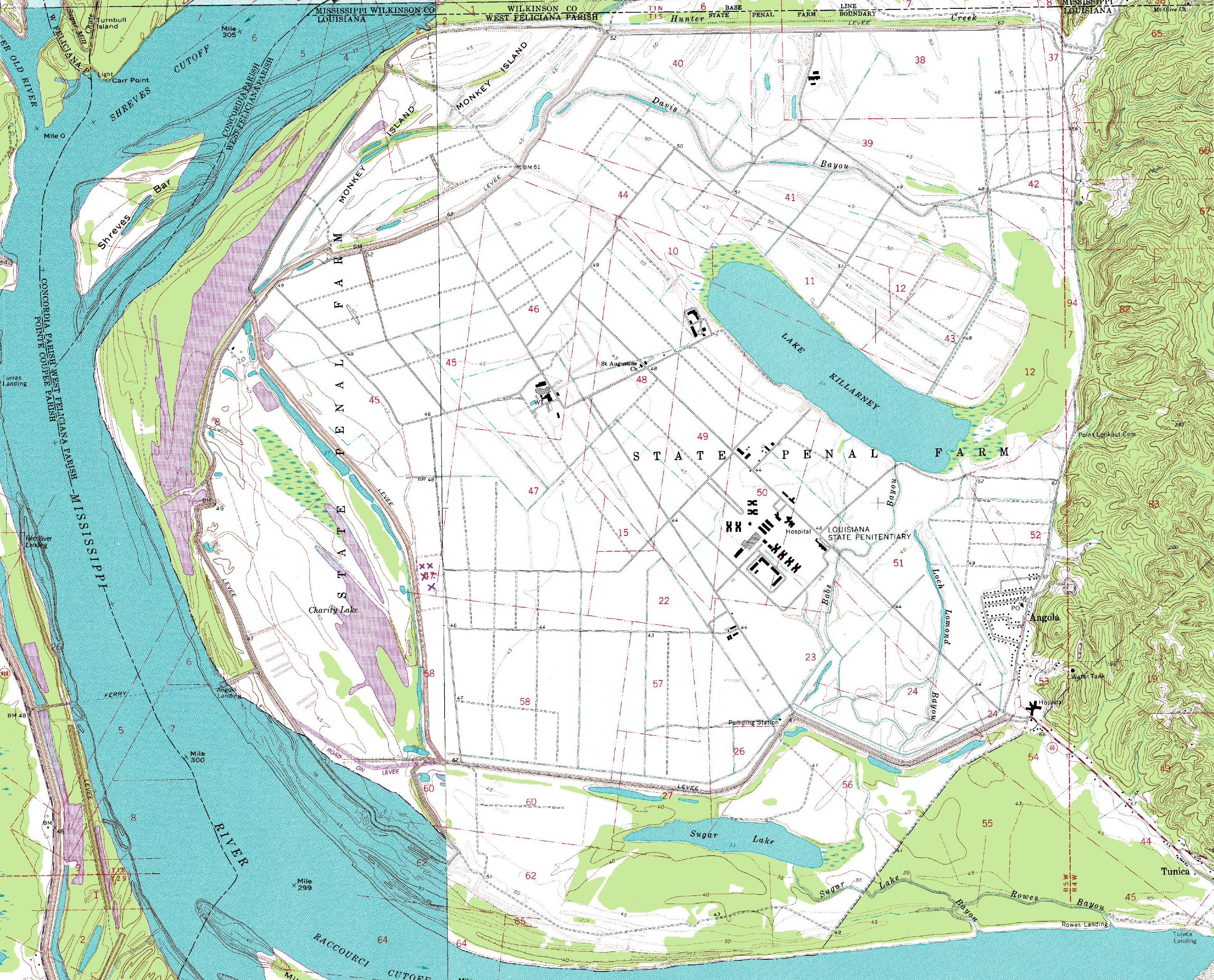
Carte topographique du LSP, 1er juillet 1994, Institut d'études géologiques des États-Unis
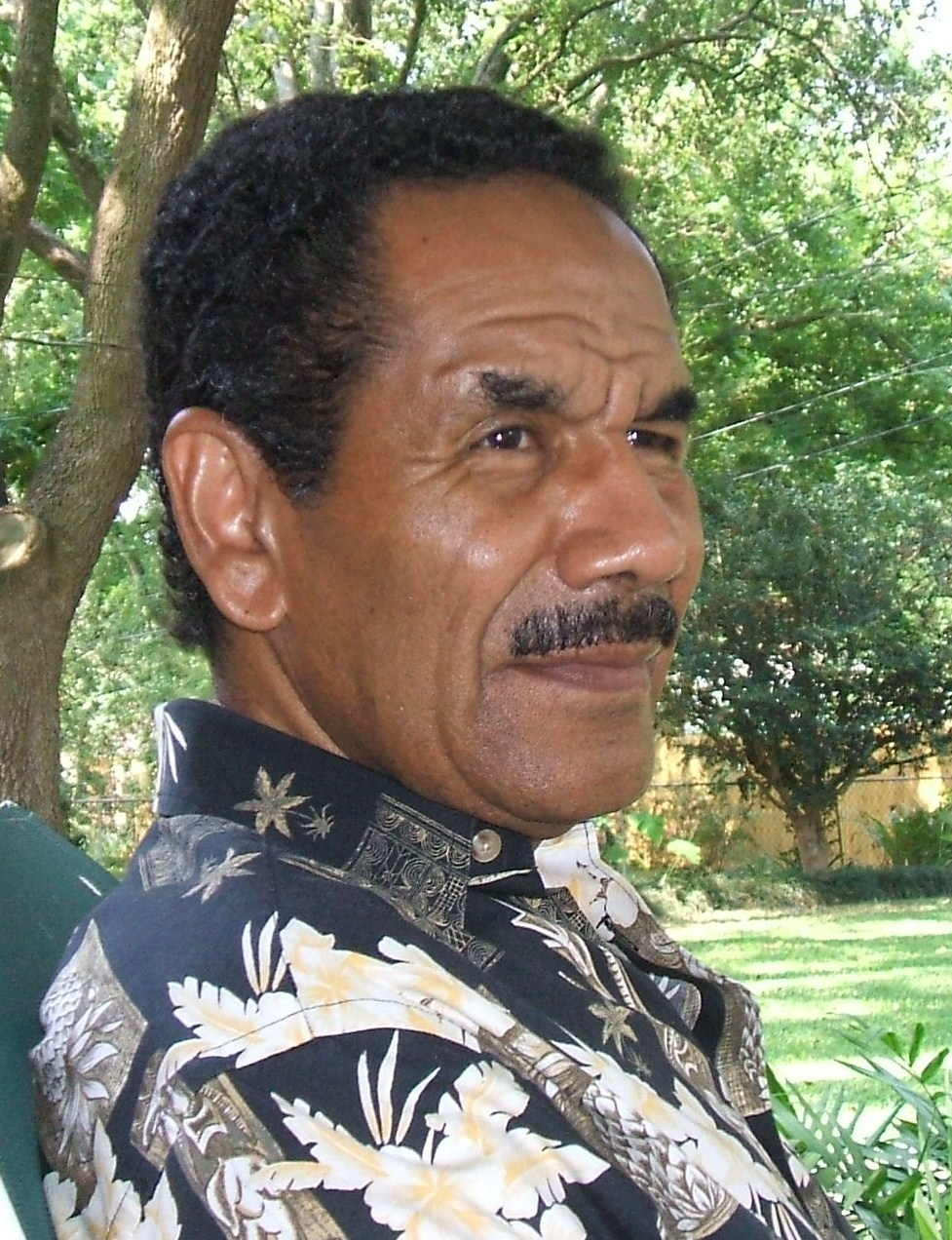
Wilbert Rideau (en) était un journaliste de la prison de Angola
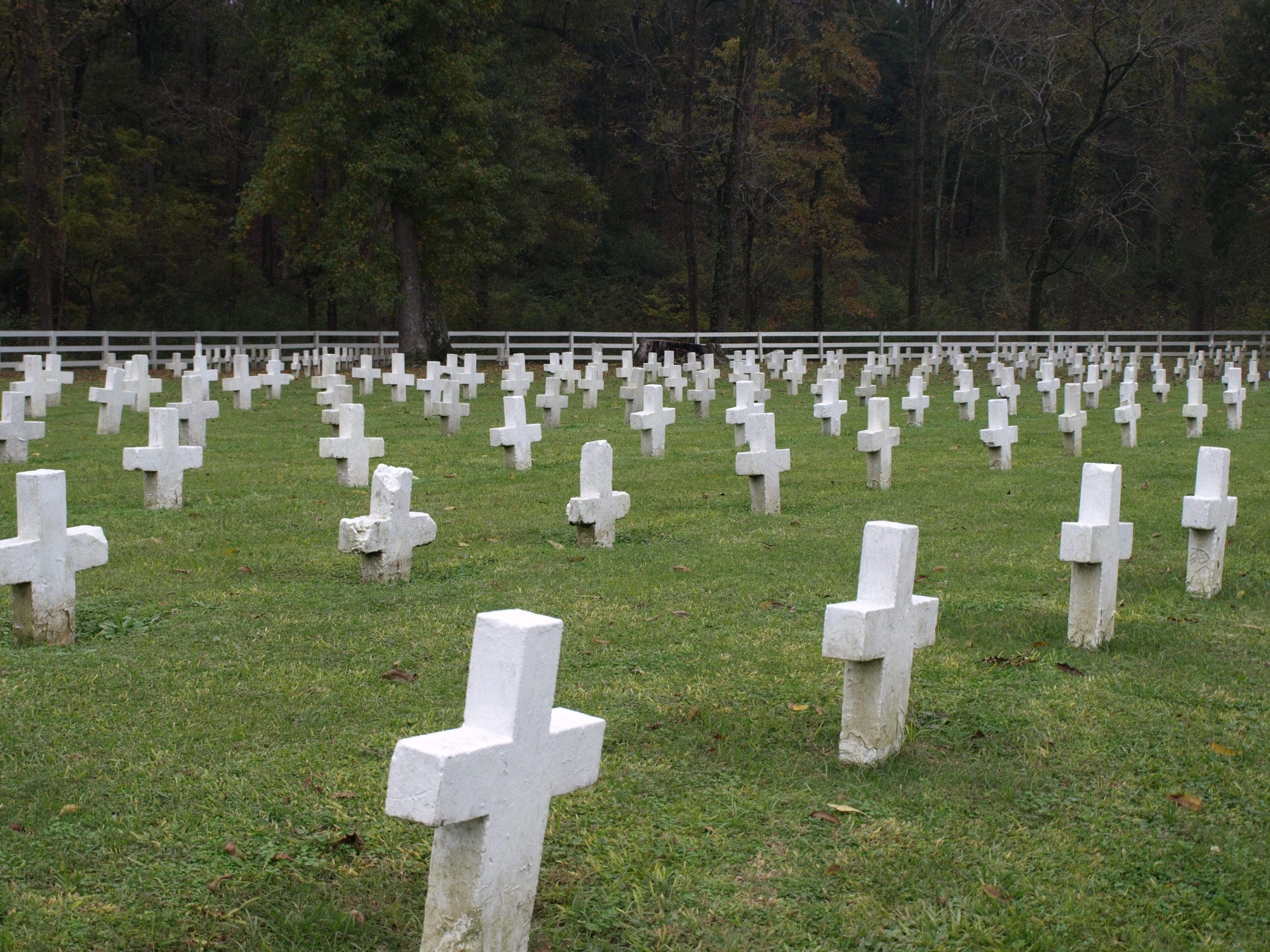
Cimetière Point Lookout